# Corybas villosus
Corybas villosus är en orkidéart som beskrevs av John Dransfield och George Smith. Corybas villosus ingår i släktet Corybas, och familjen orkidéer. Inga underarter finns listade i Catalogue of Life.